# یونایتد ایرویز
یونایتد ایرویز (به انگلیسی: United Airways) یک شرکت هواپیمایی با کد یاتا 4H است که در تاریخ ۲۸ ژوئن ۲۰۰۵ میلادی تأسیس شده و در تاریخ ۱۰ ژوئیه ۲۰۰۷ فعالیتش را آغاز کرده‌است. دفتر مرکزی یونایتد ایرویز در داکا، بنگلادش واقع شده‌است و قطب این شرکت هواپیمایی در فرودگاه بین‌المللی شاه‌جلال قرار دارد و به ۱۴ مقصد، پرواز مستقیم انجام می‌دهد.